# Sita Mata Wildlife Sanctuary
Sita Mata Wildlife Sanctuary és una reserva d'animals i entorn situada al Districte de Pratabgarh (Rajasthan) i dins a l'antic principat del mateix nom i al territori (thikana) del thakur de Dhamotar (a 70 km de Sita Mata). Es troba a entre 65 i 108 km al sud-est de la ciutat d'Udaipur. Hi ha alguns tigres, lleopards, cérvols, antílops i altres animals; la selva, principalment de bambú i arbres, era tan densa que el sol mai arriba a terra, encara que als darrers anys s'ha degradat i molts arbres s'han tallat il·legalment per vendre'n la fusta. És un lloc important pels ocells migratoris. El nombre d'espècies d'ocells a la zona és superior a les cent. La superfície és de 423 km². El riu Sitamata que li dona nom, passa per la zona.